# Julian Byng, 1. Viscount Byng of Vimy

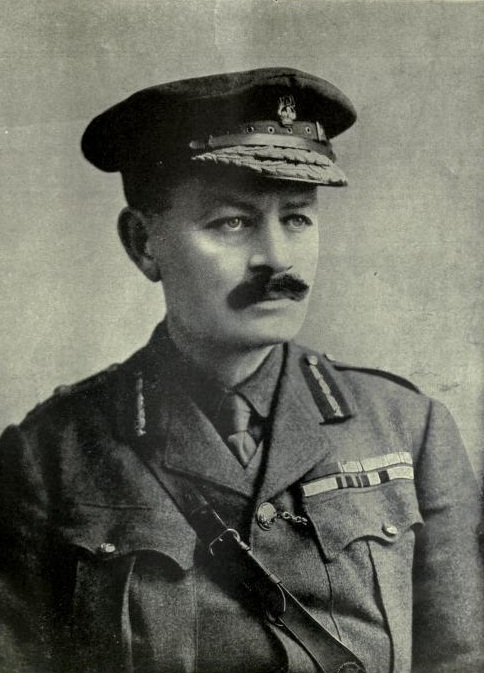
Julian Byng, 1915

Julian Hedworth George Byng, 1. Viscount Byng of Vimy, GCB, GCMG, MVO (* 11. September 1862 in Wrotham Park, Middlesex, England; † 6. Juni 1935 in Thorpe-le-Soken, Essex) war ein britischer Feldmarschall, Armeebefehlshaber im Ersten Weltkrieg und später Generalgouverneur von Kanada.

## Leben

### Jugend und Militärzeit
Julian Byng studierte am Eton College und begann danach eine Karriere beim Militär. Im Alter von 17 Jahren wurde er 1879 als Second Lieutenant in das King’s Royal Rifle Corps aufgenommen. Durch die Vermittlung des Prince of Wales erhielt er 1883 eine Stellung bei den 10th Royal Hussars, die er teilweise durch das Trainieren von Polo-Pferden finanzierte. Er diente mit dem Regiment in Indien und dem Sudan und absolvierte in den frühen 1890er Jahren das Staff College in Camberley.
Von 1899 bis 1902 diente er während des Zweiten Burenkrieges in Südafrika, wo er als Brevet-Oberstleutnant die South African Light Horse führte, ein berittenes Freiwilligenregiment, in dem unter anderem der junge Winston Churchill diente. Während dieses Feldzuges machte er Marie Evelyn Moreton einen Heiratsantrag. Er sehnte sich so sehr nach einer Antwort, dass er sie bat, ihm ihre Antwort zu telegraphieren. Lord Byng rahmte ihre Antwort „Ja, bitte komm sofort zurück!“ und hatte sie für den Rest seines Lebens auf seinem Schreibtisch stehen. Sie heirateten am 30. April 1902, die Ehe blieb aber nach mehreren Fehlgeburten kinderlos.
Im selben Jahr 1902 wurde er als Kommandeur der 10th Hussars nach Indien versetzt und stieg am 11. Oktober zum Lieutenant Colonel auf.
Am 11. Mai 1905 übernahm er das Kommando über die 2. Kavallerie-Brigade in Tidworth, 1906 wurde er Brigade-General und übernahm die Führung der 1. Kavallerie-Brigade in Aldershot. Im April 1909 wurde er zum Major-General befördert und im Oktober 1910 übernahm er das Kommando über die East Anglian – Division der Territorial Force, bevor er 1912 zum Befehlshaber der britischen Truppen in Ägypten ernannt wurde. Von 1912 bis 1924 amtierte er auch als Colonel of the Regiment der 3rd Hussars.

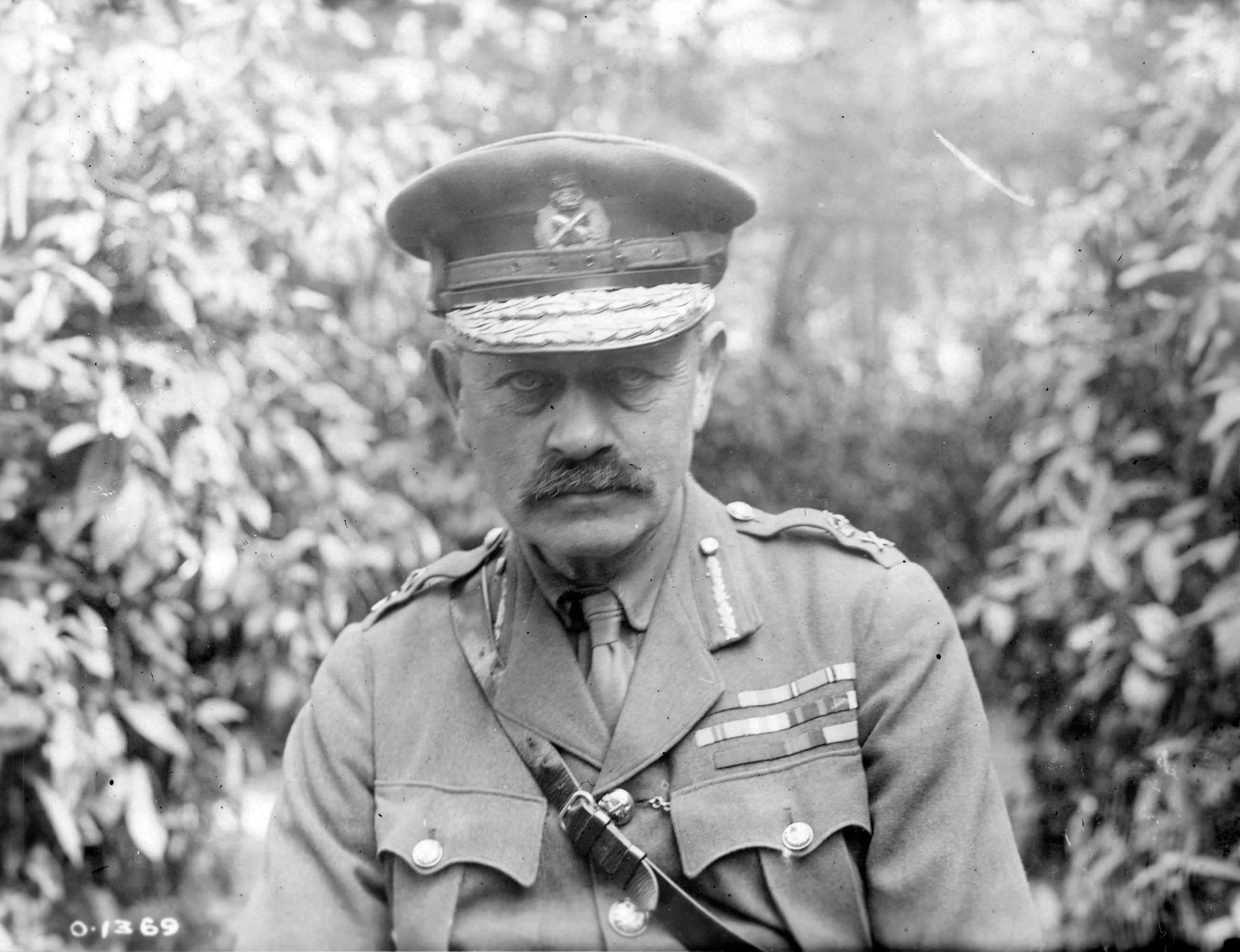
Byng an der Westfront im April 1917

Zu Beginn des Ersten Weltkrieges übernahm er am 29. September 1914 das Kommando über die 3. Kavallerie-Division der Britischen Expeditionskorps in Frankreich. Am 19. April 1915 stieg er zum Lieutenant-General auf und übernahm als Nachfolger von Edmund Allenby den Befehl über das in Flandern stehende Kavalleriekorps.
Im August 1915 löste er General Frederick Stopford während des missglückten Dardanellen-Feldzuges als Kommandanten des IX. Korps ab und überwachte im Januar 1916 die Einschiffung seiner Truppen aus der Meerenge nach Ägypten.
Nach seiner Rückkehr an die Westfront übernahm er zunächst bis Mai 1916 das Kommando über das XVII. Korps und ab Juni 1916 über das Kanadische Armeekorps. Mit dem ihm unterstellten General Arthur Currie erwarb er im April 1917 großen Ruhm beim Sieg in der Schlacht bei Arras (vorbereitend für die Schlacht an der Aisne). Dieser historische Sieg beflügelte in Kanada den Nationalismus. Nach diesem Sieg kommandierte Byng die 3. Armee, mit der er bei der Schlacht von Cambrai den ersten Überraschungsangriff mit Panzern leitete, der als ein Wendepunkt in diesem Krieg angesehen wird.
Für seine Leistungen wurde er zum General befördert. Nach dem Krieg wurde er am 7. Oktober 1919 in den erblichen Adelsstand zum Baron Byng of Vimy, of Thorpe-le-Soken in the County of Essex, erhoben und schied wenig später aus dem aktiven Militärdienst aus.

### Generalgouverneur von Kanada

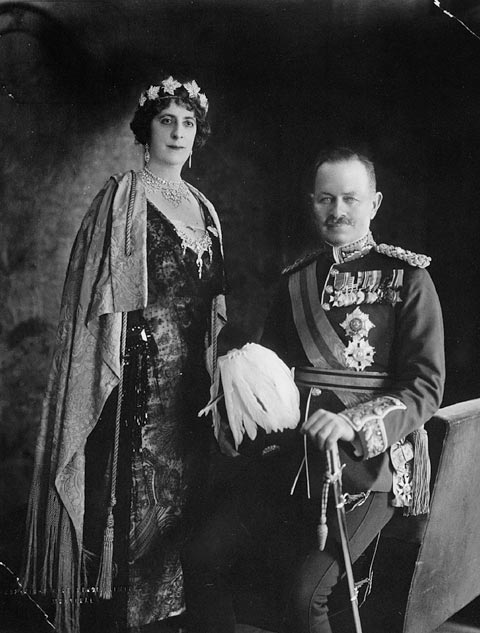
Byng als Generalgouverneur mit Ehefrau, um 1922

Byng wurde am 2. August 1921, wegen seiner Beliebtheit in Kanada, zum Generalgouverneur von Kanada ernannt. Während seiner Reisen durch das Land wurde er während seiner gesamten Amtszeit begeistert von den Männern begrüßt, die er im Krieg angeführt hatte. Lord Byngs Ernennung war weniger umstritten als die seines Vorgängers Victor Cavendish. Dies ist zum Teil auf seine Beliebtheit zurückzuführen, aber auch, weil seine Ernennung auf direkte Beratungen mit der kanadischen Regierung erfolgte. Lord Byng bekleidete begeistert sein Amt und verfestigte Traditionen, die von seinen Vorgängern aufgebracht worden waren. Aber er brach auch mit Traditionen: Er war der erste Generalgouverneur, der kanadische Adjutanten ernannte. Einer von ihnen war Georges Vanier, der später von 1959 bis 1967 selbst Generalgouverneur war.
Er war immer sportbegeistert, und sowohl er als auch seine Frau mochten insbesondere Eishockey. Lord Byng verpasste selten ein Spiel der Ottawa Senators. 1925 stiftete Lady Byng der National Hockey League die Lady Byng Memorial Trophy, einen Preis, der bis heute Fairness und hervorragendes Spiel anerkennt.
Lord und Lady Byng reisten auch mehr als jeder ihrer Vorgänger. Sie unternahmen ausgedehnte Reisen nach Westkanada und in den Norden und nahmen die Gelegenheit wahr, sich mit vielen Kanadiern zu treffen. Lord Byng stiftete den „Governor General’s Cup“ bei der „Royal Agricultural Winter Fair“ und Lady Byng schuf einen Steingarten in Rideau Hall, der heute immer noch Besucher erfreut.
Das bedeutendste Thema seiner Amtszeit war die King-Byng-Affäre, eine politische Krise, die zwischen dem Generalgouverneur und dem Premierminister William Lyon Mackenzie King über die Rolle des Generalgouverneurs entstand.

### Nach der Zeit als Generalgouverneur
Nach der Zeit als Generalgouverneur kehrten Lord und Lady Byng nach Großbritannien zurück, wo er Ende 1926 zum Viscount Byng of Vimy, of Thorpe-le-Soken in the County of Essex, erhoben wurde. Er diente als Commissioner der Metropolitan Police und wurde zum Feldmarschall ernannt. Dann zog er sich endgültig mit seiner Frau nach Essex zurück. Lord Byng starb 1935; mit seinem Tode erloschen seine Titel. Lady Byng kehrte während des Zweiten Weltkrieges nach Kanada zurück, um bei Freunden zu leben. Sie starb 1949.